# Battlement
Battlement is het enige officiële studioalbum van de Duitse progressieverockband Neuschwanstein. Het wordt nog steeds beschouwd als een van de opmerkelijkste Duitse producties in dit genre van eind jaren zeventig. Het belang van het album voor de niche progressieve rock blijkt ook uit het feit dat er wereldwijd honderden artikelen, recensies en blogs over Battlement zijn verschenen, van Noord- en Zuid-Amerika, door West- en Oost-Europa, tot Centraal- en Oost-Azië.  Het album werd diverse keren legaal en illegaal uitgegeven, belangrijkst waren de originele en Musea-uitgave.

## Geschiedenis
Begin jaren zeventig richtten Thomas Neuroth en Klaus Mayer samen met enkele andere schoolvrienden in Völklingen de band Neuschwanstein op. Enthousiast geworden door King Crimson en Rick Wakeman traden ze aanvankelijk op als coverband, met ook klassieke en barokke bewerkingen in hun repertoire. Na enkele bezettingswisselingen kristalliseerde zich begin 1974 een stabiele bezetting uit, bestaande uit Thomas Neuroth (keyboards), Klaus Mayer (fluit), Udo Redlich (elektrische gitaar), Uli Limpert (elektrische bas) en Hans Peter Schwarz (drums).
In mei 1974 werd Rick Wakeman's Journey to the Centre of the Earth uitgebracht. Dit album werd de vonk voor Neuschwanstein om een soortgelijk werk op het toneel te brengen, Alice in Wonderland. Neuschwanstein voerde zijn podiumshow meerdere malen succesvol en veelvuldig op voor enkele duizenden toeschouwers in het Duits-Franse grensgebied (Saarland/Lotharingen/Alsace) en speelde daarmee ook in het voorprogramma van reeds bekendere bands als Novalis en Lucifer's Friend. 
Het jaar 1975 zou leiden tot een nieuwe stap in de richting van professionalisme. Udo Redlich werd vervangen door gitarist Roger Weiler nadat hij de band vrijwillig had verlaten en Ulli Reichert, een zakenman uit Saarland met contacten in de muziekscene (Herman Rarebell, Scorpions), begon de groep niet alleen financieel te steunen.
Naast de talrijke optredens met Alice in Wonderland werkte de groep aan nieuw materiaal, beïnvloed door Genesis van het Peter Gabriel-tijdperk, alsmede door Steve Hackett. In 1976 werd de zanger en musicus Frédéric Joos, die uit de buurt van Metz (Frankrijk), die jaren daarvoor al met Roger Weiler had gewerkt, aangetrokken om bij Neuschwanstein te zingen, omdat zijn stem perfect paste bij de stijl van de nieuwe composities van de band.
Door zijn connecties kreeg manager Reichert het voor elkaar dat de groep in oktober 1978 hun nieuwe programma mocht opnemen in de Dieter Dierks Studio's in Keulen-Stommelen. In slechts tien dagen, van 21 tot 31 oktober, had de groep verschillende van hun favoriete stukken opgenomen, waarvan er uiteindelijk zes op het album verschenen. A Winter's Tale, gecomponeerd door Joos en van tekst voorzien door Weiler, en het nogal commerciële lied Midsummer Day werden voor de definitieve productie weggelaten. De band was van plan dit laatste uit te brengen op een promotionele single, maar dit mislukte om financiële redenen. Pas door de cd-uitgave van Musea Records in 1992 verscheen dit nummer als bonustrack.
Joos nam alle zangpartijen voor zijn rekening, behalve het titelnummer Battlement, dat geschreven en gezongen werd door Rainer Zimmer. Om het album een professioneel tintje te geven en misschien meer commercieel succes te behalen, vroeg manager Reichert aan Scorpions-drummer Herman Rarebell om de drumtracks op de opener Loafer Jack opnieuw op te nemen en zo ook in de albumcredits te verschijnen. Reichert en Rarebell, wiens echte naam Hermann Erbel is, kenden elkaar al enige tijd uit de Saarlandse muziekscene, waar Rarebell al naam had gemaakt voordat hij bij de Scorpions betrokken raakte. De groep was echter helemaal niet enthousiast over deze beslissing, vooral omdat Hans Peter Schwarz voor dit nummer al een veel subtieler ritmepatroon had opgenomen en Rarebell klassieke rockdrums speelde.
Het album Battlement werd in 1979 in eerste instantie als lp uitgebracht en verkocht in korte tijd 6000 exemplaren. Dit is een opmerkelijk succes voor een onafhankelijke productie van een band zonder platencontract, vooral omdat de belangstelling voor progressieve rock in die tijd sterk tanende was, met new wave en post-punk die al in opkomst waren.  Hoewel Neuschwanstein tegen die tijd een aanzienlijke populariteit had bereikt, slaagde het album er niet in te slagen; zelfs niet ondanks een goede distributiedeal met een klein lokaal label genaamd Racket Records (niet te verwarren met het Marillion-eigen label met dezelfde naam). Roger Weiler zei hier later over:

Wir lagen mit dem Timing exakt in der undankbaren Mitte: Vier Jahre früher (1974) oder vier Jahre später (1982) - und wir wären im Rennen gewesen! Ich war und bin heute noch davon fest überzeugt!(We zaten precies in het ondankbare midden met de timing: Vier jaar eerder (1974) of vier jaar later (1982) - en we zouden in de running zijn geweest! Daar was en ben ik nog steeds heilig van overtuigd!)
— Roger Weiler, december 2021

Een recensent uit Nederland schrijft:

Grappig is dat Marillion net was gestart [ten tijde van deze release, noot van de auteur] en samen met nog wat bandjes tot de neoprog wordt gerekend, maar Neuschwanstein, nooit tot deze groep wordt gerekend, maar eigenlijk als neoprog-pioniers beschouwd zouden kunnen worden. In die zin klinkt deze plaat als een soort pre-"Script for a Jester's Tear".
— Mssr. Renard, 7 januari 2020

## Cd vs. lp
In 1992 nam Roger Weiler contact op met de verantwoordelijken van Musea Records en stelde voor dat zij het album opnieuw op cd zouden uitbrengen. Musea Records, gevestigd in Metz (Frankrijk), is een klein label dat uitblonk in de distributie van progressieverockproducties. Het idee werd samen met voormalig Neuschwanstein manager Reichert in de praktijk gebracht, en zo remixten Reichert en Weiler de originele opnames in de Sound Factory Studios, Saarbrücken, in maart 1992. Voor Musea wierp deze heruitgave zijn vruchten af, want de cd bleek een absoluut hoogtepunt en een van de meest succesvolle producties van dit label. 

Mir ging es ausschließlich um eine zeitgemäße Konservierung der Musik und da war eine CD zum damaligen Zeitpunkt das Maß der Dinge. […] Es war mir insofern wichtig, weil ich mit der ursprünglichen Abmischung überhaupt nicht zufrieden war. Ich wollte einen transparenteren Sound mit mehr Dynamik. Im ursprünglichen Mix war mir der Bass viel zu dominant, wiewohl er sehr gut gespielt war. Ich habe einen Genesis ähnlichen Sound für geeigneter gehalten.(Ik was alleen geïnteresseerd in een eigentijdse bewaring van de muziek en een cd was toen de maat van alle dingen. [...] Het was belangrijk voor me omdat ik helemaal niet tevreden was met de originele mix. Ik wilde een transparanter geluid met meer dynamiek. In de originele mix was de bas veel te dominant voor mij, ook al werd hij heel goed gespeeld. Ik dacht dat een geluid zoals dat van Genesis meer geschikt zou zijn.)
— Roger Weiler, februari 2022

De nieuwe mix bleek echter uiterst gecompliceerd te zijn:

Wir haben damals beim Remix viel experimentiert, um es direkter und transparenter hinzubekommen - es hat nicht geklappt! Kaum hat man eine Melodie eines Instruments weggelassen, war es nicht mehr der Song - das zeigte eigentlich die ganze Tiefe der Musik, wie wir sie komponiert und arrangiert hatten. So ist letztendlich beim Remix nur die Reduktion des dominanten Bassspiels übrig geblieben.(We hebben veel geëxperimenteerd met de remix om het directer en transparanter te maken - het werkte niet! Zodra je een melodie van een instrument wegliet, was het niet langer het lied - dat toonde eigenlijk de hele diepte van de muziek zoals wij die gecomponeerd en gearrangeerd hadden. Uiteindelijk bleef er in de remix dus niets anders over dan de vermindering van het dominante basspel.)
— Roger Weiler, februari 2022

Deze remix kon in de progressieve rockscene niet altijd op onverdeelde bijval rekenen:

(The) CD is not the original music, the musicians recorded on tape. The CD is a remix. Remixed by a nice producer and a Genesis fan. Without the intention, the charme and this unmistakable sound of the seventies. So, if you can, hear the vinyl. Only on vinyl "Battlement" is truthful.((De) cd is niet de originele muziek, die de muzikanten op band opnamen. De cd is een remix. Geremixt door een aardige producer en een Genesis-fan. Zonder de intentie, de charme en dit onmiskenbare geluid van de jaren zeventig. Dus, als je kunt, beluister het vinyl. Alleen op vinyl is "Battlement" waarheidsgetrouw.)
— comp of nss, recensie op Prograrchives.com, 9 oktober 2009

The original mix was just a little on the bassy side, so with good intentions, Musea brought the band's guitar player in to remix the album. Unfortunately, most of the bass has now been mixed out, and the vocals have been brought further to the forefront, giving the album a whole new character sounding more like Genesis […] but I must admit I'm somewhat disappointed with the remix.(De originele mix was een beetje aan de bassige kant, dus met goede bedoelingen heeft Musea de gitarist van de band erbij gehaald om het album te remixen. Helaas is het grootste deel van de bas er nu uit gemixt, en zijn de vocalen verder naar de voorgrond gebracht, waardoor het album een heel nieuw karakter heeft gekregen dat meer klinkt als Genesis [...] maar ik moet toegeven dat ik enigszins teleurgesteld ben over de remix.)
— Peter Thelen, Recensie op Exposé Online, 1 oktober 1993

Als men de twee versies vergelijkt, valt inderdaad op dat de bas niet meer zo dominant is en de hoge tonen zijn verhoogd. Verder heeft het geluid aan stereobreedte gewonnen en is er meer galm gegeven aan keyboards, fluit en zang.

## De platenhoes

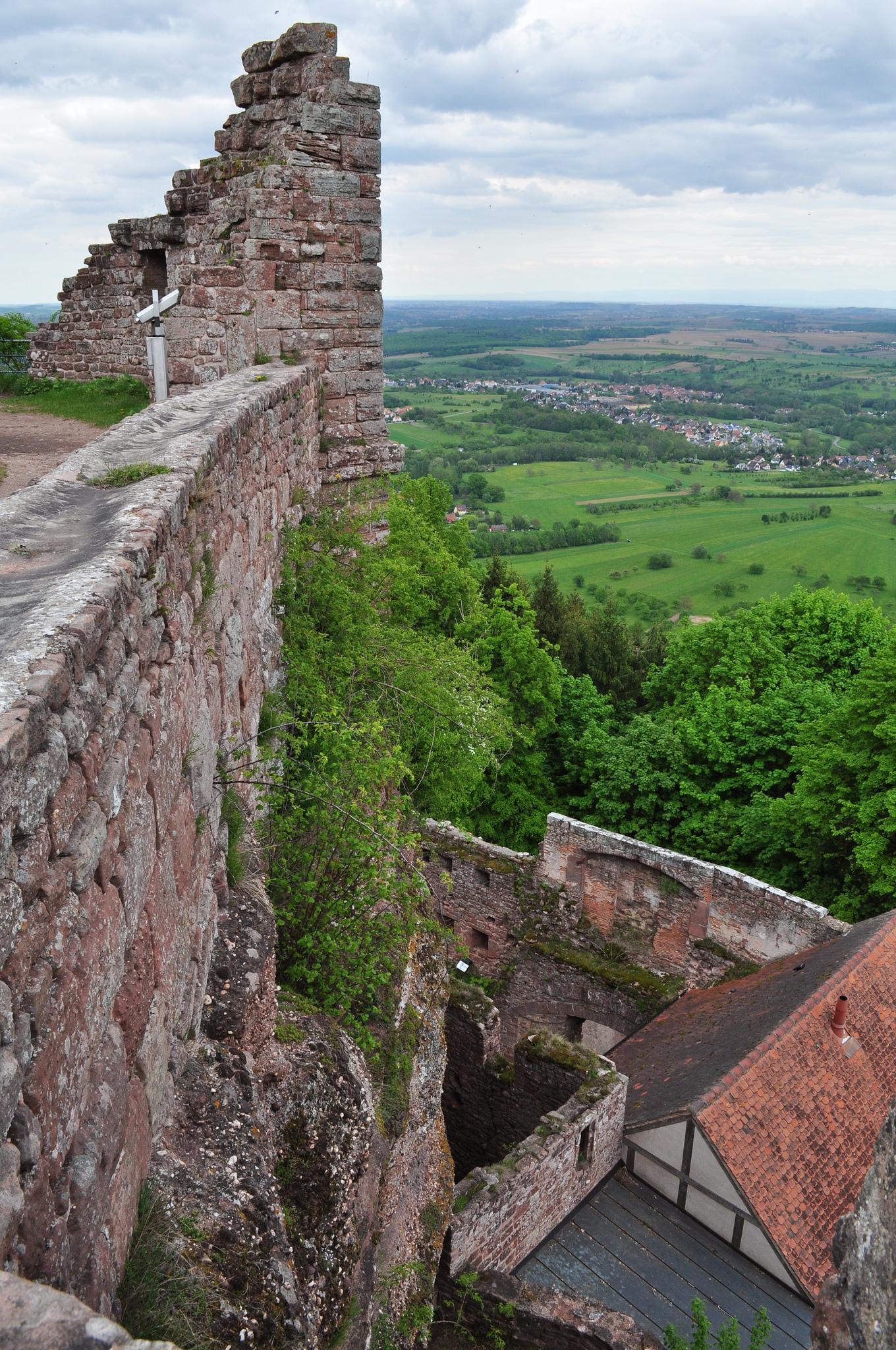
Vooraanzicht van de kasteelruïne van Haut-Barr in de Elzas (zelfde hoek als op de platenhoes)

Werner Richner, die net als Neuschwanstein uit Völklingen komt, is verantwoordelijk voor de foto's van de lp-hoes. Hij was ook actief als rockmuzikant tot het midden van de jaren 1970. Hij is een nationaal bekend en succesvol fotograaf en uitgever van geïllustreerde boeken en heeft onder meer talrijke kastelen gefotografeerd voor diverse geïllustreerde boeken.
Voor de voorplaat van het album gebruikte Werner Richner het kasteel Haut-Barr (Duits Hohbarr) in de buurt van Saverne in de Elzas (Frankrijk); de foto voor de achterflap van het album is volgens zijn eigen verklaringen in Griekenland genomen. Het idee voor de voorkant van Battlement (Engels voor kanteel) is gebaseerd op de gelijknamige titelsong.

## Recensies(uittreksels)
Настоящий шедевр прогрессивного эпик-симфо рока 70-ых. Немецкая группа, вобравшая в себя лучшее от Genesis, Camel и Eloy.(Een waar meesterwerk van progressieve epische symfo-rock uit de jaren 1970. Een Duitse band met het beste van Genesis, Camel en Eloy.)
— Weuschka (Oekraïne), recensie op Good-Music.Kiev.UA, 12 maart 2011

This band has never known an international recognition and still is a hidden gem from German Golden Era of Prog.(Deze band heeft nooit een internationale erkenning gekend en is nog steeds een verborgen juweel uit de Duitse Gouden Eeuw van de Prog.)
— Domenico D'Alessandro (Italië), blog op Prog Rock Little Place, 30 november 2021

This album is an absolute gem. Its acoustic sounds, along with the uncanny resemblance between the voices of Frédéric Joos and young Peter Gabriel, make Battlement sound a bit like early Genesis. However, they are by no means a direct ripoff.(Dit album is een absoluut juweeltje. De akoestische klanken, samen met de griezelige gelijkenis tussen de stemmen van Frédéric Joos en de jonge Peter Gabriel, doen Battlement een beetje klinken als het vroege Genesis. Ze zijn echter geenszins een rechtstreekse kopie.)
— Alnilamski (VS), bespreking op Everything2.com, 5 juni 2005

The release of Neuschwanstein's only album was, in my view, one of the most notable events that happened within the framework of Classic Art (Symphonic) Rock in the end of the 1970s. […] There are seven tracks on the album and five of them are real gems of Classic Symphonic Progressive. Along with "Tales From the Lush Attic" (IQ-1983) and "Somewhere But Yesterday" (Xitizen Cain-1994), Neuschwanstein's "Battlement" is one of the most successful of the genuine clone-albums that have ever been created in the history of Rock Music.(De release van Neuschwanstein's enige album was, naar mijn mening, een van de meest opmerkelijke gebeurtenissen die plaatsvonden in het kader van de Classic Art (Symphonic) Rock aan het einde van de jaren 1970. [...] Er staan zeven nummers op het album en vijf daarvan zijn echte juweeltjes van Klassieke Symfonische Progressive. Samen met "Tales From the Lush Attic" (IQ-1983) en "Somewhere But Yesterday" (Xitizen Cain-1994), is Neuschwanstein's "Battlement" een van de meest succesvolle van de echte kloon-albums die ooit zijn gemaakt in de geschiedenis van de rockmuziek.)
— Onbekend (Oezbekistan), bespreking op ProgressoR - Oezbekistan Progressive Rock Pages

Neuschwanstein on jossain ylemmässä keskisarjassa. Yhtye osaa kirjoittaa paikoin hienoja melodian pätkiä ja sointukulkuja ja myös soittaa ne vaaditulla tekniikalla ja dynamiikalla. Toisaalta kappaleet eivät aina kasva luonteviksi kokonaisuuksiksi. Ja mitä tulee kitaristi Roger Weilerin sanoituksiin, yhtye kahlaa hieman horjuvalla englannilla myyttisten moraliteettien suossa […]. Jotenkin lopputulokseen hiipii aina tietty kömpelyyden ja vierauden tuntu.(Neuschwanstein ligt ergens in de bovenste middenmoot. De band kan fraaie melodische passages en akkoordenschema's schrijven en die met de vereiste techniek en dynamiek spelen. Aan de andere kant bouwen de nummers zich niet altijd op tot natuurlijke ensembles. En wat de teksten van gitarist Roger Weiler betreft, de band waadt in het moeras van mythische moraal in ietwat wankel Engels […]. Op de een of andere manier sluipt er altijd een zekere ongemakkelijkheid en vervreemding in het eindresultaat.)
— Kaikarmanheimo (Finland)), recensie over Äänijälkiä - Kirjoituksia Musiikista, 2 december 2018

Neuschwanstein není jen uchvacujícím symbolem ušlechtilého bláznovství, tyčícím nad bavorským městečkem Füssen, ale i skupina, která stvořila jednu z nejkrásnějších artrockových desek, co znám. Je to i příběh o tom, jak je vše relativní a jak málo znamená být novým prorokem, když nejste ve správnou dobu na správném místě… […] Ani sebelepší muzika v duchu nejlepších tradic nezaručuje úspěch. Je smutným paradoxem, že o pár let později Marillion s tímtéž vzorcem zvedli praporec se znakem Genesis, a dobyli s ním bezmála svět. Když si jako svůj první song od Neuschwanstein pustíte "Beyond The Bugle", a po zurčivé předehře uslyšíte lkavým chvějivým hlasem Frederica Joose podaný úvodní verš „Beyond the mountain, a wanderer spent the night…“ neuvěříte, že tohle někdo mohl zapět tři roky před Fishem. i hudební svět umí být někdy sakra nespravedlivý…(Neuschwanstein is niet alleen een betoverend symbool van nobele dwaasheid dat uittorent boven de Beierse stad Füssen, maar ook een band die een van de mooiste artrockplaten heeft gemaakt die ik ooit heb gehoord. Het is ook een verhaal over hoe alles relatief is en hoe weinig het betekent om de nieuwe profeet te zijn als je niet op de juiste plaats op het juiste moment bent… […]
Zelfs de beste muziek in de beste tradities is geen garantie voor succes. Het is een trieste paradox dat een paar jaar later Marillion, met dezelfde formule, het vaandel van Genesis hoog hield, en er bijna de wereld mee veroverde. Als je "Beyond The Bugle" opzet als je eerste Neuschwanstein-lied, en na de gorgelende ouverture hoor je het openingsvers "Beyond the mountain, a wanderer spent the night..." uitgesproken door Frederic Joos' sluw kwakende stem, dan geloof je niet dat iemand dat drie jaar voor Fish gezongen kan hebben. Zelfs de muziekwereld kan soms zo verdomd oneerlijk zijn…)
— Jaromír Merhaut (Tsjechië), Band Bio op Rock+, 14 september 2020

Average German sympho that is somehow hyped as the ultimate Genesis clone. It’s not, it’s rather typical German prog with thin keys based around string synths and Fender Rhodes and hypnotic musical song-structures that occasionally hint at something more complex. […] According to a friend who owns the original Racket-label vinyl, the Musea edition is heavily remixed to make it sound more “symphonic.” Supposedly, the original mix sounds more like Eloy and less like a lesser Novalis album with English lyrics and a different singer.(Gemiddelde Duitse symfo die op een of andere manier gehypet wordt als de ultieme Genesis-kloon. Dat is het niet, het is eerder typische Duitse prog met ijle toetsen gebaseerd op stringsynths en Fender Rhodes en hypnotiserende muzikale songstructuren die af en toe hinten naar iets complexers. [...] Volgens een vriend die het originele Racket-label vinyl bezit, is de Musea-editie zwaar geremixt om het meer "symfonisch" te laten klinken. Naar verluidt klinkt de originele mix meer als Eloy en minder als een minder Novalis-album met Engelse teksten en een andere zanger.)
— Progbear (USA), Recensie op RYM, 22 november 2007

In progressive rock's glory days English and Italian, even American groups, garnered international attention for their contributions to the genre. Meanwhile, continental Europe boasted a number of fine bands, a very few well known, many who labored without the world's eye, and some who did not even make their mark on the scene until the very late 70s and into the early 1980s. […] Neuschwanstein was such a band. […] Re-released on Musea in 1992, Battlement is a beautiful, lush work, and one of the best produced and sounding independently recorded releases. […] The musicianship displayed on Battlement is absolutely top notch and vocalist/acoustic guitarist Frederic Joos will have many listeners swearing that Peter Gabriel himself provided the lead vocals for Neuschwanstein. […] Every track on this re-issue is of good quality and a couple are almost good enough to qualify as what I call could call "masterpieces." […] This is a true classic of continental progressive rock and is well deserving of the title.(In de gloriedagen van de progressieve rock kregen Engelse en Italiaanse, en zelfs Amerikaanse groepen, internationale aandacht voor hun bijdragen aan het genre. Ondertussen waren er op het vasteland van Europa een aantal goede bands, een paar zeer bekende, velen die buiten het oog van de wereld werkten, en sommigen die hun stempel pas op de scène drukten aan het eind van de jaren 70 en in het begin van de jaren 80. [Neuschwanstein was zo'n band. […] Heruitgebracht op Musea in 1992, is Battlement een prachtig, weelderig werk, en een van de best geproduceerde en klinkende onafhankelijk opgenomen releases. […] Het muzikaal vakmanschap op Battlement is absoluut van topklasse en zanger/akoestisch gitarist Frederic Joos zal menig luisteraar doen zweren dat Peter Gabriel zelf de leadzang voor Neuschwanstein heeft verzorgd. […] Elk nummer op deze heruitgave is van goede kwaliteit en een paar zijn bijna goed genoeg om zich te kwalificeren als wat ik "meesterwerken" zou kunnen noemen. […] Dit is een echte klassieker van de continentale progressieve rock en verdient die titel ruimschoots.)
— Tom Karr (USA), recensie op Progressive World.net, 29 maart 2005

It would be unfortunate to dismiss Neuschwanstein as simply another Genesis rip-off, considering that aside from the uncanny vocal similarity to Peter Gabriel, there is just so much more to this music. […] The main thing about the album is that though they sound a hell of a lot like Genesis, it's by no means a "second-tier" imitation. The musical vibe here is very similar to Wind & Wuthering, or perhaps even vintage Camel, with its warm romanticism and grandiose textures. […] However, the lyrics lack the kind of humorous, wry narrative that Gabriel is known for, instead locking in with the musical palette for a somber, darkly romantic vibe. In fact, the lyrics are usually delivered in an incomprehensible warble, and what does usually pop up doesn't sound particularly important anyway. […] In fact, the vocals are probably the most negligible part of this album, and most of the weight is definitely carried by the instrumental side. […] A very exciting and impeccably preformed album if you can get past the vocals (or if a Gabriel clone doesn't bother you).(Het zou jammer zijn om Neuschwanstein af te doen als de zoveelste Genesis-rip-off, gezien het feit dat afgezien van de griezelige vocale gelijkenis met Peter Gabriel, er gewoon zo veel meer is aan deze muziek. […] Het belangrijkste aan dit album is dat, hoewel ze verdomd veel klinken als Genesis, het in geen geval een "tweederangs"-imitatie is. De muzikale vibe hier is zeer vergelijkbaar met Wind & Wuthering, of misschien zelfs vintage Camel, met zijn warme romantiek en grandioze texturen. […] De teksten missen echter het soort humoristische, wrange verhaal waar Gabriel bekend om staat, in plaats daarvan sluiten ze aan bij het muzikale palet voor een sombere, donker romantische vibe. In feite worden de teksten meestal geleverd in een onbegrijpelijke gemurmureer, en wat meestal opduikt klinkt niet bijzonder belangrijk toch. […] In feite is de zang waarschijnlijk het meest verwaarloosbare deel van dit album, en het meeste gewicht wordt zeker gedragen door de instrumentale kant. […] Een zeer opwindend en onberispelijk uitgevoerd album als je de vocalen laat voor wat ze zijn (of als een Gabriel kloon je niet stoort).)
— Greg Northrup (USA), Recensie op Gnosis2000.net, 8 november 2001

[Mesmo que] parece com Genesis, é possível afirmar também que se por eles fosse gravado estaria entre seus melhores discos. […] Como conclusão, indago também onde teria chegado o Genesis caso tivesse conseguido manter a média de seus primeiros discos e lançassem álbuns como este Battlement. Talvez este seja um caso do aluno que superou o mestre (se consideramos os primórdios do Genesis, obviamente não; mas se falarmos de seus últimos discos, sem dúvida). […] Para quem não conhece, pode acreditar, Battlement é um dos maiores momentos do rock progressivo de todos os tempos, pena que tenha sido lançado no lugar e na hora errada, afinal 1979 não era um grande momento para o estilo.([Hoewel] het klinkt als Genesis, kan ook gezegd worden dat als het door hen zou zijn opgenomen het tot hun beste platen zou behoren. […] Als conclusie vraag ik me ook af waar Genesis zou zijn gekomen als ze het gemiddelde van hun eerste platen hadden weten vast te houden en albums als deze Battlement hadden uitgebracht. Misschien is dit een geval van de leerling die de meester overtreft (als we Genesis' beginperiode beschouwen, duidelijk niet; maar als we het over hun laatste platen hebben, ongetwijfeld wel). […] Voor wie het niet weet, geloof het maar, Battlement is één van de grootste momenten van progressieve rock aller tijden, jammer dat het op de verkeerde plaats en op het verkeerde moment werd uitgebracht, tenslotte was 1979 geen groots moment voor de stijl.)
— Xavier Wagner (Brazilië), Recensie op Collectors Room, 23 juli 2020

Zowel de stem als stijl van zanger/gitarist Frédéric Joos leken bij vlagen opvallend veel op die van de voormalige Genesis-Frontman (Peter Gabriel). Maar het was niet alleen de zanger die het bijna onmogelijk maakte om géén Genesis in deze muziek te horen
— Antonie Deelen, Recensie in IO Pages 175, december 2021

## Musici
- Klaus Mayer – dwarsfluit, synthesizer
- Thomas Neuroth – toetsinstrumenten
- Hans Peter Schwarz – slagwerk en percussie
- Roger Weiler – gitaar
- Frédéric Joos – zang
- Rainer Zimmer – basgitaar, zang in Battlement
- Herman Rarebell – slagwerk, als gastmuzikant (alleen op „Loafer Jack“)

## Tracks
Muziek geschreven door Neuschwanstein, tekst door Roger Weiler, behalve "Battlement" geschreven door Rainer Zimmer.

| Nr. | Titel                        | Duur |
| --- | ---------------------------- | ---- |
| 1.  | Loafer Jack                  | 4:42 |
| 2.  | Ice with Dwale               | 6:21 |
| 3.  | Intruders and the Punishment | 7:34 |

| Nr. | Titel               | Duur |
| --- | ------------------- | ---- |
| 4.  | Beyond the Bugle    | 7:31 |
| 5.  | Battlement          | 7:05 |
| 6.  | Zärtlicher Abschied | 5:52 |